# Natchitoches
Natchitoches är en stad och administrativ huvudort i Natchitoches Parish i delstaten Louisiana, USA. Samhället grundlades 1714 i Franska Louisiana och fick stadsrättigheter 1819. Staden hade 18 323 invånare 2010.